# Hespérie (contrée)
Pour les articles homonymes, voir Hespérie.
Hespérie (en grec ancien Ἑσπερία / Hespería, « Pays du soir » (latin vesper) ou « Pays de l'Occident ») désignait, dans l'Antiquité, la plus proche contrée à l'ouest du lieu où l'on en faisait mention. Ainsi, par rapport aux Grecs, l'Hespérie désignait-elle en général l'Italie, et parfois, chez les Romains, la péninsule Ibérique,. Le terme apparaît à plusieurs reprises dans l'Énéide de Virgile ainsi que dans différentes œuvres d'auteurs grecs et latins, renvoyant à l'Italie ou à la limite entre la terre et l'Océan.

## Dans l'Énéide
Dans l'Énéide, Virgile appelle « Hespérie » l'Italie, et plus particulièrement la région du Latium, où les dieux ont ordonné à Énée, chef troyen rescapé de la guerre de Troie, de fonder la nouvelle Ilion (autre nom de Troie) qui deviendra, selon la légende, Lavinium.
On lit ainsi au chant I, v. 530-534: 

« Il existe un lieu que les Grecs nomment Hespérie,
terre ancienne, puissante par ses armes et son sol fécond ;
des Œnotriens l'ont habitée ; maintenant, selon la tradition,
leurs descendants l'ont appelée Italie, du nom de leur chef
Tel était notre but (...). »

## Autres œuvres
On trouve chez le poète grec Pindare une évocation du séjour des Bienheureux, qu'il voit dans l'Hespérie, en laquelle on voyait aussi l'extrémité occidentale du monde connu. Il en donne une description dans la deuxième de ses Olympiques, :  

« Les justes contemplent un soleil pur pendant la nuit, comme pendant le jour, et mènent une vie exempte de travaux, sans jamais fatiguer leur bras à fouiller la terre ou les profondeurs de la mer pour y chercher de misérables aliments. Mais ceux qui ont respecté leurs serments vivent mêlés aux favoris des dieux : ils ne versent pas de larmes, tandis que les parjures sont en proie à d’effroyables tourments. Puis, quand les hommes, après avoir habité trois fois dans l’un et dans l’autre monde, ont eu la force de tenir leur âme éloignée de toute injustice, alors ils suivent la route de Zeus jusqu’à la tour de Cronos ; et ils sont reçus dans l’Île des Bienheureux, que caressent les brises de l’Océan, et où rayonnent des fleurs d’or. »

Le mot apparaît à six reprises dans les Métamorphoses d'Ovide. On relèvera ici trois occurrences du terme. Tout d'abord, ce passage du Livre II, v. 142 (chapitre « Phaéton ») : « Tandis que je parle, la nuit humide a touché les bornes qui se dressent sur le rivage de l'Hespérie. » J.P. Néraudau indique que l'Hespérie est ici l'Occident, où finissent les terres et où commence l'Océan, à l'endroit où le soleil disparaît dans la mer, tandis qu'à l'opposé apparaît le soleil. Ensuite, un peu plus loin dans ce chapitre, Ovide évoque une série de fleuves dans les régions du monde connu, et pour la région qu'il appelle « l'Hespérie », il mentionne « le Rhin, le Rhône, le Pô et le fleuve à qui fut promis l'empire du monde, le Tibre. »  Mentionnons enfin ce passage qui parle du repos des chevaux du dieu du Soleil, Hélios: « Sous le ciel de l'Hespérie sont les pâturages des chevaux du Soleil; au lieu de gazon, ils y trouvent l'ambroisie; elle nourrit leurs corps fatigués par leur service journalier et leur rend des forces pour un nouveau travail. »

### Approche philosophique
Cette notion d'Hespérie a travaillé la culture occidentale, selon le philosophe Bruno Pinchard. Selon lui, l'aspiration initiale que l'on trouve à la fin du passage de Virgile (« Tel était notre but ») se retrouve chez le poète Hölderlin, pour qui l'Hespérie figure la Germanie, comme direction que doit prendre la civilisation dionysiaque. Cette aspiration à l'Occident et cette progression de la civilisation européenne se laisse aussi voir comme la Bretagne dans le Pantagruel de Rabelais, ou encore comme le Portugal et Gibraltar, chez Dante. 

## Divers
L'École américaine d'études classiques à Athènes publie depuis 1932 une revue académique trimestrielle intitulée Hisperia, dont le but premier est de publier les travaux des membres de l'École.